# Parque Nacional de Ichkeul
O Parque Nacional de Ichkeul, situado na planície Mateur, aproximadamente a 25 km a sudoeste de Bizerte (Bizerta), no norte da Tunísia (37° 10'N, 09° 40'E), consiste num monte isolado e coberto de vegetação (Djebel Ichkeul) e num lago permanente de água salobra (Lac Ichkeul). O lago está indirectamente ligado ao mar pelo rio Oued Tindja, que o liga à ria denominada Lago de Bizerte. Com uma área total de 12 mil hectares (máxima, na época das chuvas; aproximadamente dez mil na época seca), o parque conta com pouco mais de mil hectares de terreno montanhoso e aproximadamente dois mil de terra pantanosa.
Em 1240, a área foi declarada reserva de caça dos reis do Reino Haféssida; em 1891, o monte Djebel Ichkeul foi adquirido pelo governo e no final da década de 1960 o complexo foi considerado de importância internacional, mas a criação do parque nacional só foi decretada em 18 de Dezembro de 1980. Foi reconhecido como Reserva da Biosfera em 1977, designado “Terra Húmida de Importância Internacional” sob a Convenção de Ramsar em 1980 e finalmente inscrito pela UNESCO na lista dos locais que são Património da Humanidade, igualmente em 1980. Em Dezembro de 1996 o parque foi inscrito na Lista do Património Mundial em Perigo.
O lago é alimentado por vários rios a oeste e a sul, como o Oued Djoumine, mas estes cursos de água secam durante o verão e, com os altos níveis de evaporação, há durante esse período uma grande redução do seu volume. O parque tem um clima tipicamente semi-árido, o que favoreceu o desenvolvimento duma flora dominada por espécies pan-Mediterrânica, incluindo o lentisco, Pistacia lentiscus, e a oliveira selvagem, Olea europea. O sistema varia entre um denso maquis e o garigue, com Euphorbia dendroides na vertente sueste e Juniperus phoenicea na vertente norte.
No local foram encontrados depósitos fósseis de importância internacional, incluindo vestígios do Terciário e early Quaternário, entre os quais se acharam restos de hominídeos e outros primatas do Pleistoceno (Villafranquense). Outros achados incluem ossos de Elaphas planifrons, Stylohipparion libycum, Libytherium maurusium, Anacus osiris, Testudo gigans e T.emys.
A fauna actual é extremamente diversificada, devido à variedade de habitates, encontrando-se, por exemplo, invertebrados típicos de água salobra, enquanto que, nas margens do pântano salgado se encontram espécies próprias da água doce. A planície de inundação é um dos locais mais importantes em todo o Mediterrâneo para aves aquáticas do Palaeárctico, havendo registos de 300 a 400 mil aves presentes numa ocasião, pertencentes a 185 species, as mais numerosas sendo o pato, Anas penelope (39 mil), Aythya ferina (120 mil) e Fulica atra (36 mil). Quantidades significativas do pato de cabeça branca, Oxyura leucocephala, ameaçado de extinção têm também sido observados em Ichkeul.